# De Tricotfabriek

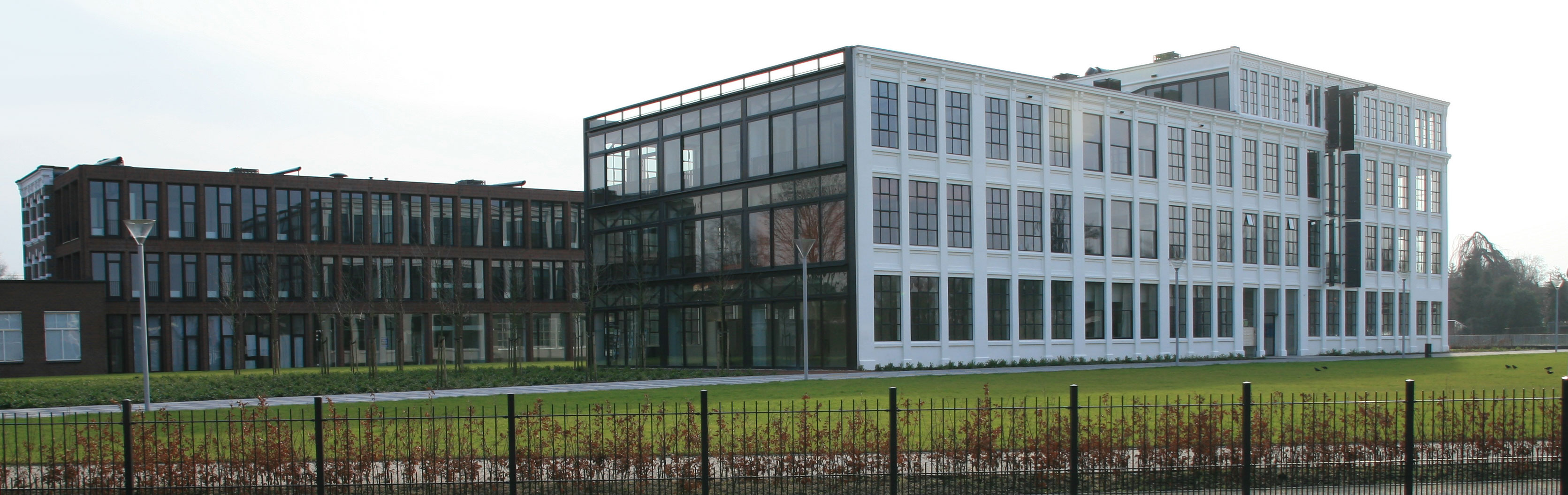
De tot appartementencomplex verbouwde Tricotfabriek

De Tricotfabriek (in de volksmond ook Tricot genoemd) is een voormalige textielfabriek, thans in gebruik als appartementencomplex, en is gelegen aan de Wilhelminastraat in Winterswijk.

## Oprichting
De Tricot werd in 1888 opgericht door Geert Jan Willink, neef van Jan Willink, die toen directeur was van stoomweverij de Batavier. Geert Jan Willink werkte sinds 1864 in het bedrijf van zijn oom. Jan Willink was een welvarend man en liet in 1864 een grote villa op de hoek van de Wilhelminastraat bouwen door de architect Richter. Later zou deze villa de naam Tricot-villa krijgen. Geert Jan Willink heeft eerst 2 jaar geëxperimenteerd met machinaal breien met tricotage-machines in het koetshuis van de villa van zijn oom. In deze tijd was er al aangevangen met de bouw van de Tricot, welke in 1890 opende.
In de jaren 20 van de 20e eeuw werkten er meer dan 1500 mensen in de Tricotfabriek.

## Bouw en verbouwingen 1890-1978
De architect van het eerste gebouw Wilhelmina was Gerrit Beltman. Beltmans bouwstijl wordt als typerend gezien voor de architectuur van de textielfabrieken in het oosten van Nederland.
- In 1905 werd het gebouw aan de achterkant uitgebreid en aan de voorzijde werd een lange vleugel aangebouwd.
- In 1912 bouwde de zoon van Gerrit Beltman, Arend Beltman, de spoelerij aan de achterzijde van de Wilhelmina.
- In 1915 volgde een verhoging van de vleugel van de Wilhelmina tot drie lagen en breidde men de spoelerij uit.
- De spoelerij werd in 1922 eveneens verhoogd, tot vier lagen.
- In 1934 vond wederom uitbreiding plaats, door de plaatsing van een magazijn aan de oostzijde van de Wilhelmina.
- In 1952 werd een lage kantooraanbouw aan de westzijde gerealiseerd.

In totaal zijn aan de Tricot van 1890 tot 1954 75 bouwvergunningen afgegeven. De laatste was voor de aanbouw van de 36 meter hoge schoorsteen. In 1978 werd de fabriek gesloten.

## Brand
Op 27 november 1989 woedde er een grote brand in de voormalige breierij van het al 11 jaar leegstaande complex. De schade die deze brand en 2 kleinere nabrandjes aanrichtten in de Tricot was groot, er was een dreigend gevaar van instorting.

## Nieuwe bestemming

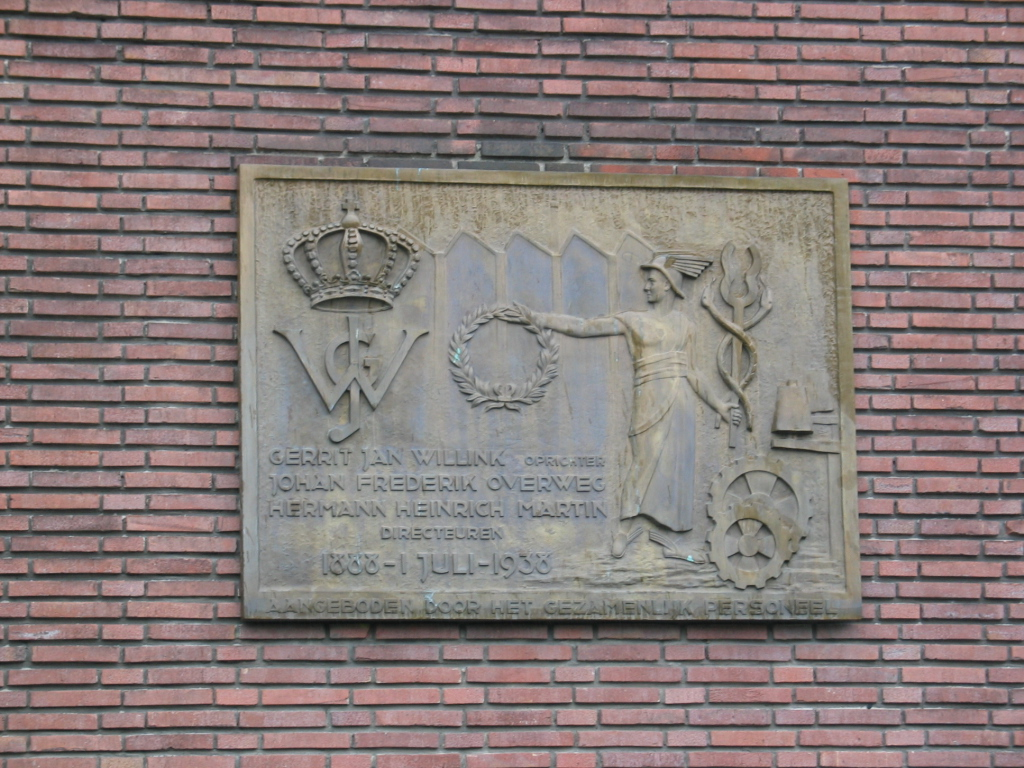
Herinneringsplaquette van het personeel ter gelegenheid van het 50-jarig bestaan.

Ideeën voor een nieuwe bestemming waren er in overvloed. Men was het er over eens dat deze fabriek niet afgebroken mocht worden, maar welke nieuwe bestemming de fabriek krijgen moest was een punt van langdurige discussie.
In 1995 kwam het idee om een gedeelte van het gebouw in gebruik te nemen als gemeentehuis, maar dit plan heeft het niet gehaald. In 2000 hebben zowel de Wilhelmina als de spoelerij en de schoorsteen van staatssecretaris Rick van der Ploeg de status van rijksmonument gekregen. De weverij, het trappenhuis van de spoelerij en het ketelhuis zijn gesloopt. De schoorsteen is na een blikseminslag in januari 2003 acht meter ingekort.
In 2003 begon woningbouwvereniging de Woonplaats met de verbouwing van de spoelerij en de Wilhelmina tot appartementencomplex. De verbouwing werd groots aangepakt; de Wilhelmina is tot op het meer dan 100 jaar oude betonnen skelet volledig gestript.
De Tricot bestaat nu behalve uit expositieruimten en dergelijke uit 25 appartementen van variërende grootte, boven op de spoelerij bevinden zich de twee grootste appartementen, de penthouses.

## Afbeeldingen

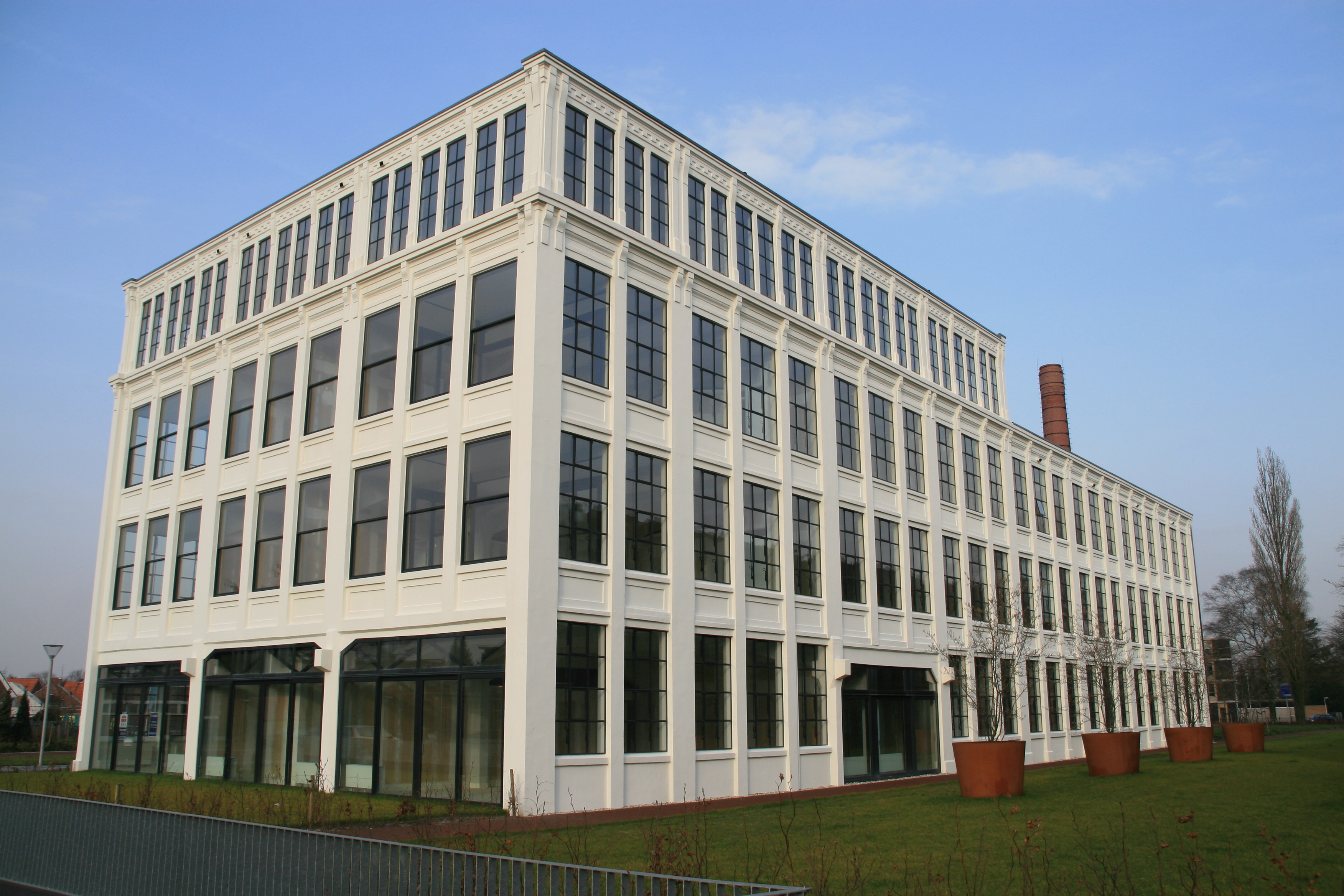
De spoelerij
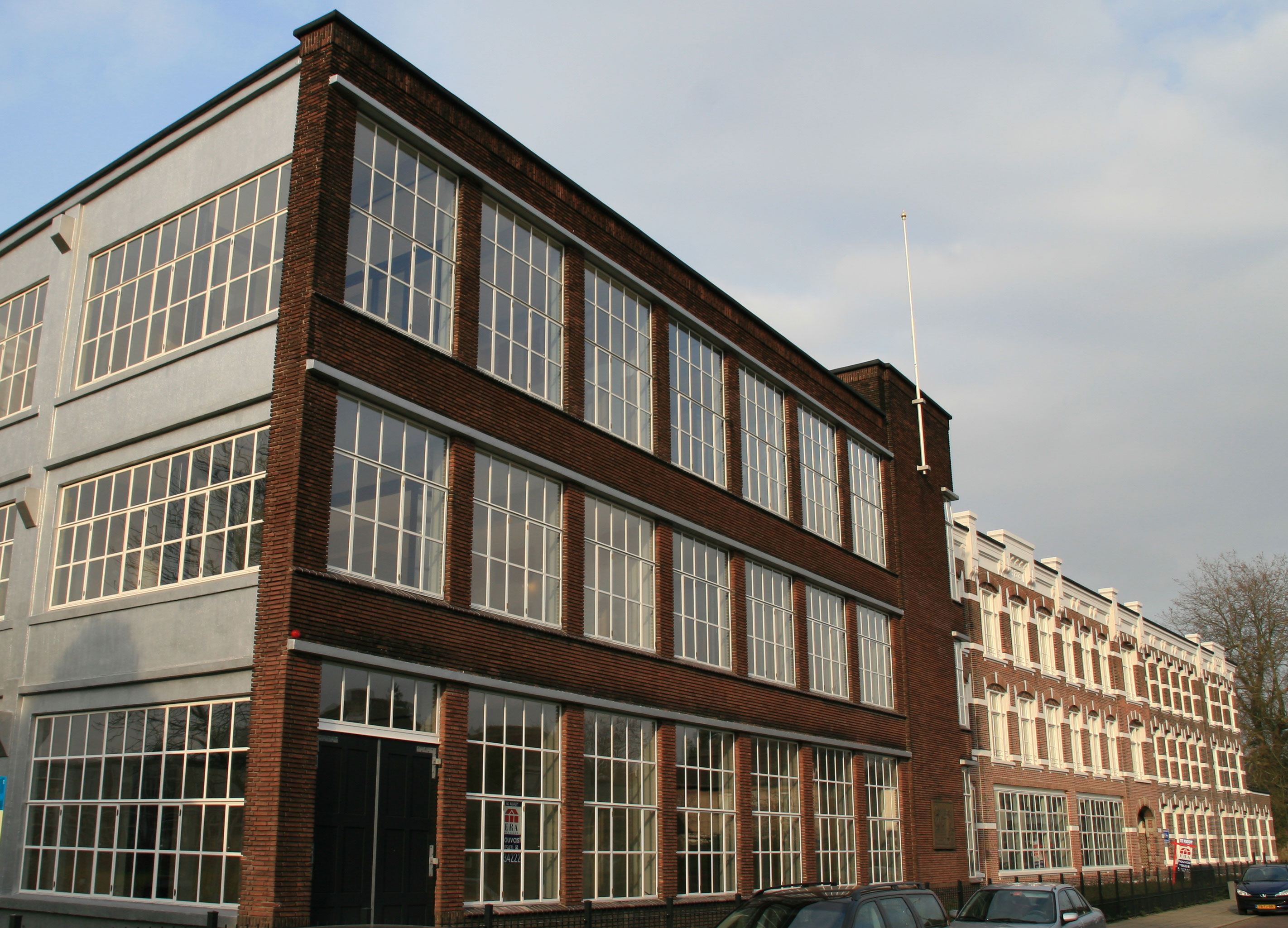
De Wilhelmina
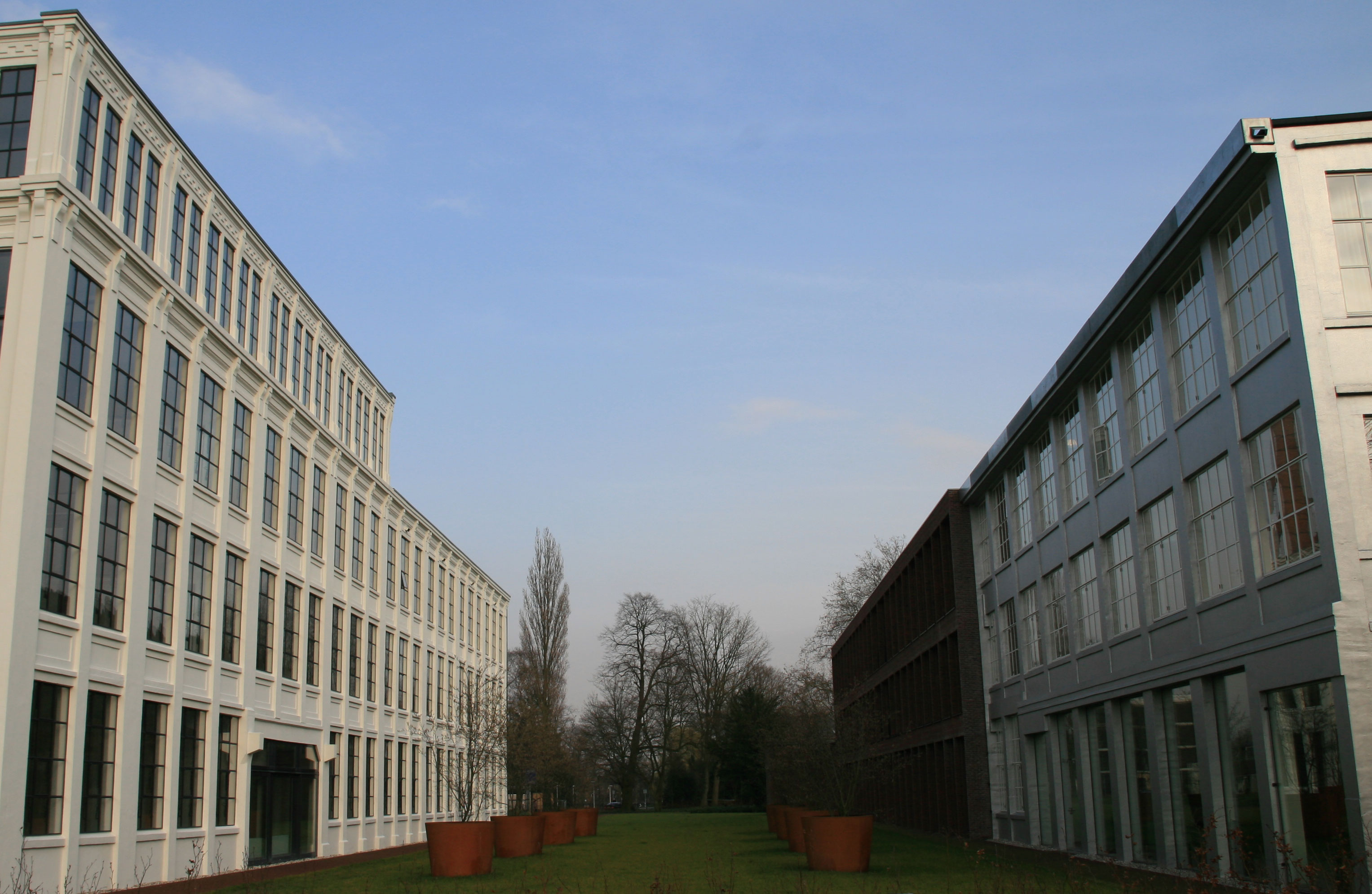
Doorkijk tussen de spoelerij en de Wilhelmina
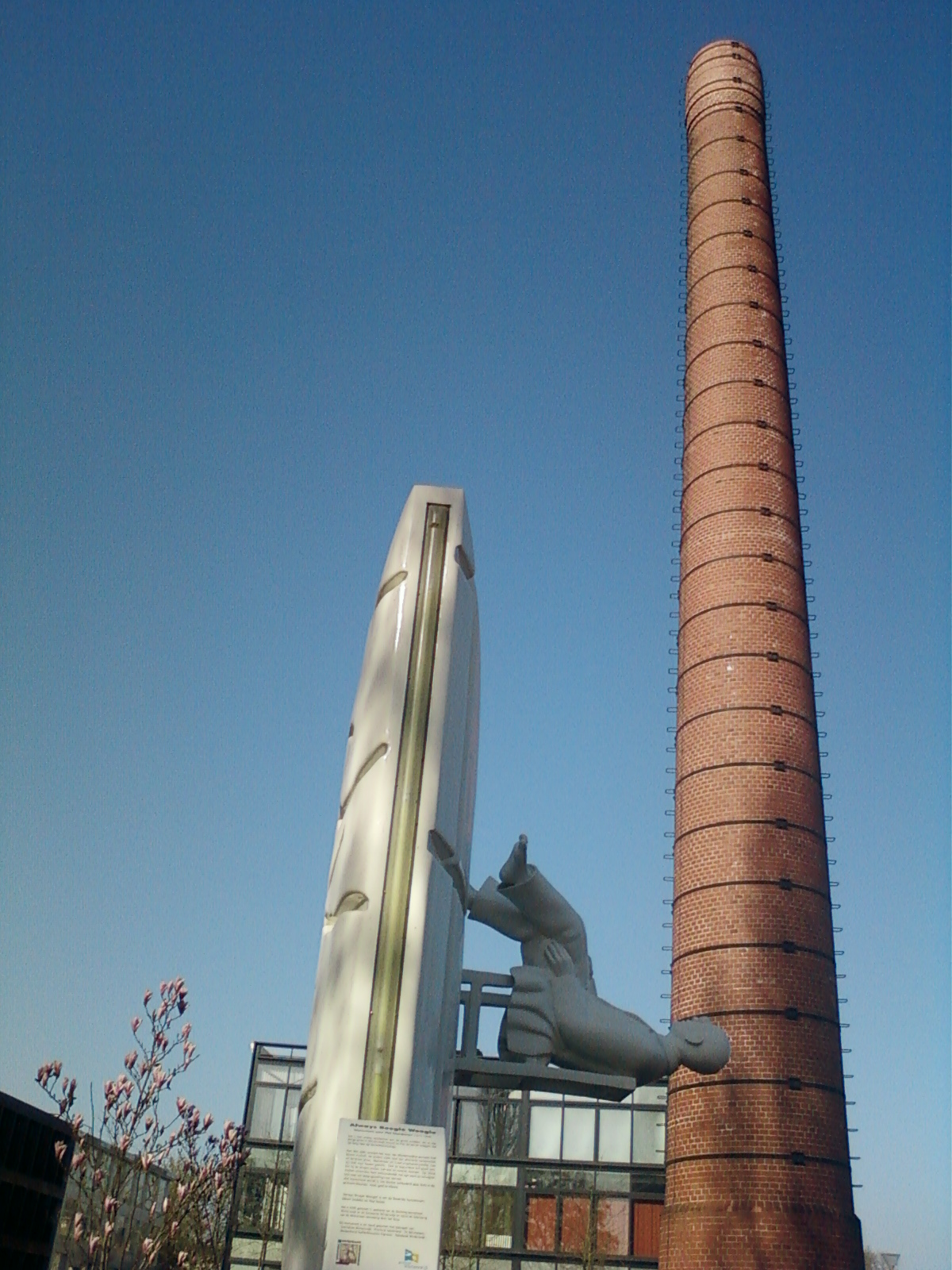
Monument van Piet Mondriaan naast de schoorsteen
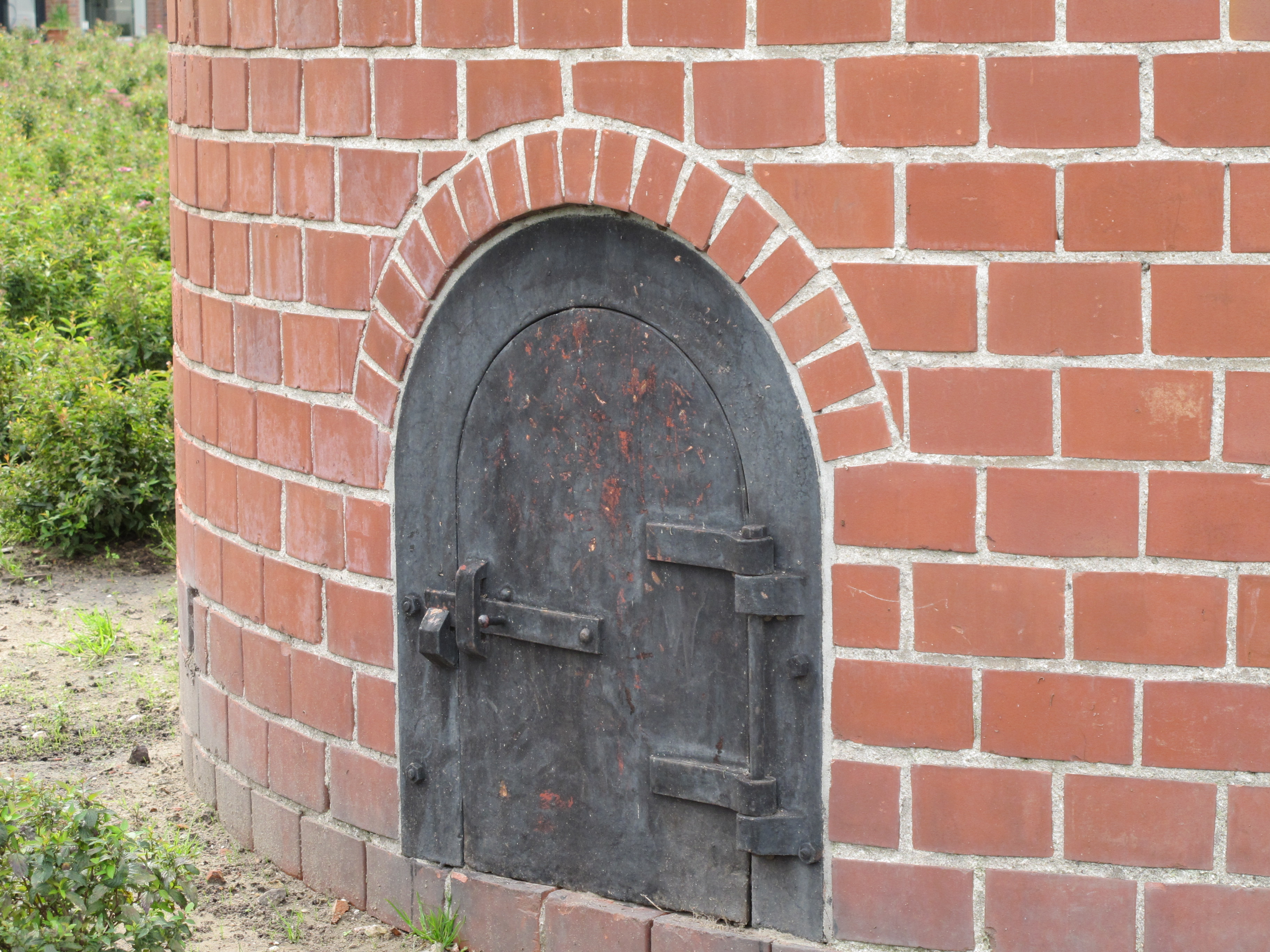
Detail van de fabrieksschoorsteen